# Glutatione biodisponibile
Numerose condizioni fisiopatologiche (invecchiamento, malattie degenerative, ecc.) sono caratterizzate da stress ossidativo e deplezione di glutatione (GSH); in questi stati può essere vantaggioso ripristinare i livelli fisiologici di glutatione nei tessuti.

Il GSH, tuttavia, è solo in piccola misura biodisponibile per l'uomo . La sua introduzione nell'organismo utilizzando fonti esterne è, infatti, scarsamente efficace per incrementarne la concentrazione plasmatica e/o intracellulare. D'atra parte, quando il glutatione viene somministrato per via parenterale si osserva un incremento della concentrazione plasmatica che torna a livelli basali entro pochi minuti, non attribuibile alla diffusione nel compartimento intracellulare .
Alla base della sua scarsa biodisponibilità sono descritte due cause principali:
- il glutatione è un peptide, quindi substrato delle peptidasi e proteasi del canale alimentare; pertanto, solo una piccola percentuale del GSH introdotto per via orale giunge al plasma;
- la membrana cellulare è sprovvista di un carrier specifico del glutatione, perciò il peptide non può penetrare come tale nello spazio intracellulare.

## Derivati o associazioni del GSH caratterizzati da maggiore biodisponibilità
- Glutatione-liposoma. Il GSH è incapsulato all'interno di micelle liposomiali, che ne favoriscono l'assorbimento a livello intestinale [3].
- N-Acetilcisteina (NAC). È un derivato della cisteina, uno dei tre aminoacidi  precursori del glutatione.
- Derivati amidici del GSH, come l’N-acetil-glutatione. Sono caratterizzati da buona biodisponibilità, ma vanno facilmente incontro ad ossidazione del gruppo sulfidrilico.
- Tioesteri del glutatione, come l’S-acetil-glutatione e gli S-acil-glutatione derivati. Questi ultimi, in particolare, costituiscono una famiglia di tioesteri del glutatione con acidi grassi, saturi o insaturi,  a catena lunga, recentemente sviluppati da ricercatori dell'Università di Firenze [4]. La presenza della catena idrocarburica conferisce alla molecola carattere anfifilico, che le consente di superare la barriera intestinale e di penetrare nelle cellule dei tessuti periferici. Questi composti sono pertanto efficaci nel contrastare i danni cellulari prodotti dai radicali liberi [5],[6].